# 오밤보어
오밤보어(영어: Ovambo language)는 앙골라와 나미비아에서 사용되는 반투제어군의 언어이다. 오밤보어는 헤레로어와 밀접한 관련이 있는 것으로 밝혀졌다. 오밤보어에는 콰냐마어와 은동가어라고 불리는 두 표준화된 방언이 존재한다.

## 방언
콰냐마어와 은동가어를 포함해 8개의 방언이 있다.
다음 표에는 부족과 지역별로 사용되는 오밤보어 방언을 정리해놓았다.
| 지역       | 부족         | 방언                | 위치                   |
| ---------- | ------------ | ------------------- | ---------------------- |
| 온동가     | 은동가족     | 은동가어            | 오밤볼랜드 남부        |
| 우쾀비     | 쾀비족       | 쾀비 방언           | 오밤볼랜드 중부        |
| 온간제라   | 은간제레족   | 오트시은간제레 방언 | 오밤볼랜드 중부        |
| 우콸루디   | 콸루디족     | 오트시콸루디 방언   | 오밤볼랜드 서부        |
| 오음발란투 | 음발란투족   | 오트시음발란투 방   | 오밤볼랜드 서부        |
| 우콜론카디 | 콜론카디족   | 오트시콜론카디 방   | 오밤볼랜드 서부        |
| 오우콰냐마 | 오바콰냐마족 | 콰냐마어            | 오밤볼랜드 북부와 서부 |
| 에운다     | 운다족       | 오트시운다 방언     | 오밤볼랜드 북서        |